# Bouvresse
Bouvresse ist eine französische Gemeinde mit 170 Einwohnern (Stand 1. Januar 2022) im Département Oise in der Region Hauts-de-France. Die Gemeinde liegt im Arrondissement Beauvais und ist Teil der Communauté de communes de la Picardie Verte und des Kantons Grandvilliers.

## Geographie
Die Gemeinde liegt rund zwei Kilometer östlich von Formerie. Zu ihr gehört der Weiler Le Bel Air an der Grenze zur Gemeinde Formerie, außerdem gehören zu ihr die Gehöfte von La Briqueterie.

## Einwohner
| 1962 | 1968 | 1975 | 1982 | 1990 | 1999 | 2006 | 2011 |
| ---- | ---- | ---- | ---- | ---- | ---- | ---- | ---- |
| 170  | 171  | 172  | 143  | 153  | 164  | 157  | 182  |

## Verwaltung
Bürgermeister (maire) ist seit 2014 Philippe Loncke.